# San Antonio Missions
San Antonio Missions (San Antonio Spanish Missions) ist eine Gruppe von geschichtsträchtigen Gebäuden in Bexar County, Texas, USA. Diese waren Teil der christlichen Missionierung.
Römisch-katholische Orden versuchten vom 17. bis zum 19. Jahrhundert durch Missionsstationen die indigene Bevölkerung zum christlichen Glauben zu konvertieren; die meisten Stationen entstanden, als das heutige Texas zum Vizekönigreich Neuspanien gehörte.

## UNESCO-Weltkulturerbe
Die San Antonio Missions sind seit 2015 ein Welterbe der UNESCO.

## National Historical Park
Die Grundstücke, die zu den Gebäuden gehören, und deren Umgebung wurden am 1. April 1983 zum National Historical Park erklärt. Einige Gebäude wurden zuvor zu Kulturdenkmälern erklärt. Im Jahr 2012 hatte der 300,8 Hektar große Park 614.810 Besucher.

## Liste der Bauwerke
(unvollständig)
| Abbildung | Bezeichnung                                                                      | Baujahr | Fläche  | Lage                         | Anm.                                              |
| --------- | -------------------------------------------------------------------------------- | ------- | ------- | ---------------------------- | ------------------------------------------------- |
|           | Misión San Francisco de la Espada                                                | 1690    | 94,7 ha | 29° 19′ 41″ N, 98° 27′ 36″ W |                                                   |
|           | Mission San José y San Miguel de Aguayo (ehemals Misión San Jose de los Nazonis) | 1720    | 94,7 ha | 29° 21′ 42″ N, 98° 28′ 48″ W | San Jose Mission National Historic Site seit 1941 |
|           | Misión Nuestra Señora de la Purísima Concepción de Acuña (Mission Concepcion)    | 1716    | 13,3 ha | 29° 23′ 26″ N, 98° 29′ 32″ W |                                                   |
|           | Mission San Antonio de Valero                                                    | 1716    | 1,7 ha  | 29° 25′ 33″ N, 98° 29′ 9″ W  |                                                   |
|           | Rancho de las Cabras                                                             | 1750–?  | 40 ha   | 29° 5′ 42″ N, 98° 10′ 0″ W   |                                                   |

(folgend dem Flusslauf des San Antonio River nach Süden):  Mission Nuestra Señora de la Purísima Concepción de Acuña, Mission San Jose, Mission San Juan und Mission Espada.